# 货泉站
貨泉站（韓語：화천역）是朝鮮民主主義人民共和國黄海北道胜湖区域的一個鐵路車站，属于平德线。

## 邻近车站
平德线
晚达里站 - 貨泉站 - 金玉站